# Meridiano 143 E
O meridiano 143 E é um meridiano que, partindo do Polo Norte, atravessa o Oceano Ártico, Ásia, Oceano Pacífico, Australásia, Oceano Índico, Oceano Antártico, Antártida e chega ao Polo Sul. Forma um círculo máximo com o Meridiano 37 W.
Começando no Polo Norte, o meridiano 143º Este tem os seguintes cruzamentos sucessivos:
| País, território ou mar | Notas                                                                                        |
| ----------------------- | -------------------------------------------------------------------------------------------- |
| Oceano Ártico           |                                                                                              |
| Rússia                  | Iacútia - Ilha Kotelny                                                                       |
| Mar Siberiano Oriental  | Estreito de Sannikov                                                                         |
| Rússia                  | Iacútia -Ilha Grande Lyakhovsky                                                              |
| Mar Siberiano Oriental  | Estreito de Laptev                                                                           |
| Rússia                  | Iacútia Krai de Khabarovsk                                                                   |
| Mar de Okhotsk          |                                                                                              |
| Rússia                  | Oblast de Sacalina - Ilha Sacalina                                                           |
| Mar de Okhotsk          |                                                                                              |
| Rússia                  | Oblast de Sacalina - Ilha Sacalina                                                           |
| Mar de Okhotsk          |                                                                                              |
| Japão                   | Ilha Hokkaidō                                                                                |
| Oceano Pacífico         | Passa a oeste da Ilha Aua, Papua-Nova Guiné · Passa a leste da Ilha Wuvulu, Papua-Nova Guiné |
| Papua-Nova Guiné        |                                                                                              |
| Mar de Coral            | Estreito de Torres - passa entre as ilhas do estreito de Torres, Queensland, Austrália       |
| Austrália               | Queensland Nova Gales do Sul Victoria                                                        |
| Oceano Índico           |                                                                                              |
| Oceano Antártico        |                                                                                              |
| Antártida               | Território Antártico Australiano, reivindicado pela Austrália                                |